# Carpodacus rodopeplus
Carpodacus rodopeplus е вид птица от семейство Чинкови (Fringillidae).

## Разпространение
Видът е разпространен в Индия и Непал.